# Marambainha
Marambainha é um distrito do município brasileiro de Caraí, no interior do estado de Minas Gerais. De acordo com o Instituto Brasileiro de Geografia e Estatística (IBGE), sua população no ano de 2022 era de 4 072 habitantes, possuindo um total de 1 392 domicílios particulares.

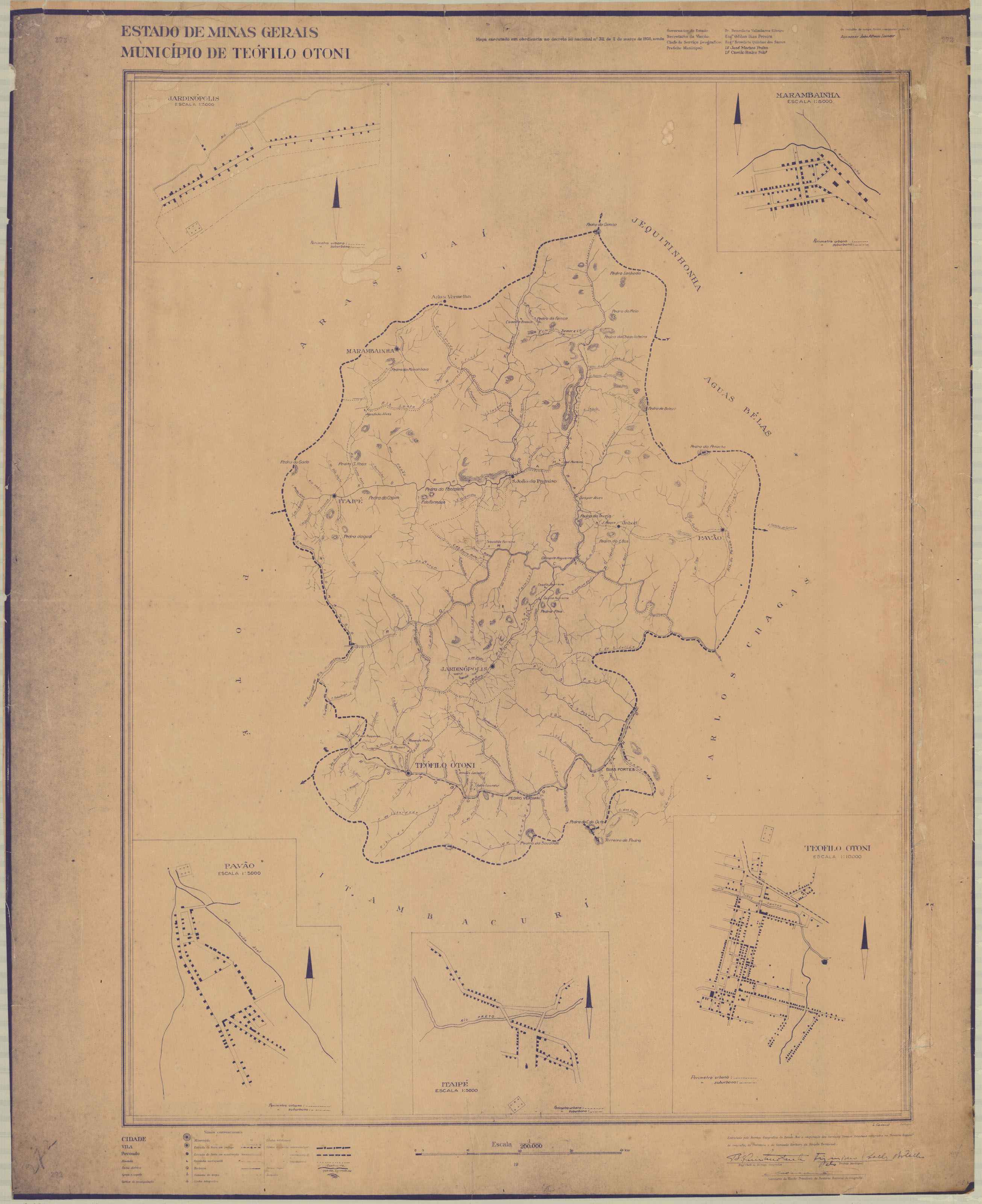
Mapa de 1939 do município de Teófilo Otoni em que consta a presença do distrito de Marambainha

Foi criado pela lei estadual n.º 148, de 17 de dezembro de 1938, fazendo parte do município de Teófilo Otoni. Anos depois é feito um decreto-lei estadual n.º 1.058, de 31 de dezembro de 1943, dessa vez, o distrito passa ser parte do município de Novo Cruzeiro. Em 1948 o distrito passa ser parte do município de Caraí pela lei estadual n.º 336, de 27 de dezembro de 1948.